# (3912) Троя
(3912) Троя (лат. Troja) — типичный астероид главного пояса, который был открыт 16 сентября 1988 года бельгийским астрономом Эриком Эльстом в обсерватории Верхнего Прованса и назван в честь города Трои, воспетого Гомером в поэме «Илиада».

Орбита астероида Троя и его положение в Солнечной системе